# Heinrich Rohne
Heinrich Wilhelm Rohne (* 5. April 1842 in Minden; † 25. September 1937) war ein preußischer Generalleutnant und Militärschriftsteller.

## Leben
Als Sohn eines preußischen Offiziers wurde Rohne nach seiner Erziehung im Kadettenkorps am 6. März 1860 als Sekondeleutnant der Garde-Artillerie-Brigade der Preußischen Armee überwiesen. Er nahm 1864 während des Krieges gegen Dänemark bei der 2. Garde-Festungs-Kompanie an den Kämpfen in Jütland und bei Düppel sowie 1866 während des Krieges gegen Österreich bei der 4. reitenden Garde-Batterie an der Schlacht bei Königgrätz teil. Nach dem Friedensschluss wurde Rohne als Premierleutnant in das neuerrichtete Feldartillerie-Regiment Nr. 10 nach Hannover versetzt. Von Oktober 1867 bis zum Beginn des Krieges gegen Frankreich absolvierte er die Kriegsakademie in Berlin. Während der Mobilmachung war Rohne Führer der 2. leichten Reserve-Batterie seines Regiments und wurde in dieser Eigenschaft Mitte Dezember 1870 Hauptmann. Ohne an Kampfhandlungen teilgenommen zu haben, blieb er bis August 1873 bei der Okkupationsarmee in Frankreich. Anschließend war er Chef der 4. Batterie seines Regiments in Oldenburg. Daran schloss sich 1875/79 eine Kommandierung als Waffenlehrer zur Kriegsschule in Neisse an. Nach seiner Beförderung zum Major rückte Rohne mit der Ernennung zum etatsmäßigen Stabsoffizier in den Regimentsstab auf. Als Kommandeur der I. Abteilung im 2. Brandenburgischen Feldartillerie-Regiment Nr. 18 („General-Feldzeugmeister“) wurde er 1881 nach Frankfurt (Oder) versetzt und 1883/87 unter Stellung à la suite seines Regiments als Lehrer zur Artillerie-Schießschule nach Berlin kommandiert. Anschließend war Rohne als Oberstleutnant beim Stab des 1. Thüringischen Feldartillerie-Regiments Nr. 19 in Erfurt. Von 1888 bis 1890 folgte eine Kommandierung als Abteilungschef bei der Artillerieprüfungskommission, wo er besonders auf die Entwicklung der Brisanzgranaten wirkte. Während des Kaisermanövers wurde Rohne als Oberst am 18. August 1890 zunächst zur Vertretung des beurlaubten Kommandeurs zum Schleswigschen Feldartillerie-Regiments Nr. 9 nach Itzehoe kommandiert und drei Monate später zum Kommandeur dieses Verbandes ernannt. Anschließend war er vom 19. September 1891 bis zum 19. Mai 1896 Kommandeur der 8. Feldartillerie-Brigade in Koblenz, stieg zum Generalmajor auf und wurde als Generalleutnant Gouverneur von Thorn. In Genehmigung seines Abschiedsgesuches wurde Rohne am 15. Juni 1899 unter Verleihung des Roten Adlerordens I. Klasse mit Eichenlaub und mit der gesetzlichen Pension zur Disposition gestellt.
Rohne hatte sich bereits während seiner aktiven Dienstzeit seit 1881 als Militärschriftsteller betätigt. Er war seit 1907 Herausgeber der Artilleristischen Monatshefte und publizierte u. a. im Militär-Wochenblatt.

## Schriften
- Schießlehre für die Feldartillerie unter besonderer Berücksichtigung der deutschen Feldgeschütze. Mittler & Sohn, Berlin 1893.
- Das gefechtsmässige Abtheilungsschießen der Infanterie. Mittler & Sohn, Berlin 1899.
- Die Taktik der Feldartillerie für die Offiziere aller Waffen. Mittler & Sohn, Berlin 1899.
- Die Französische Feldartillerie. Organisation, Bewaffnung, Ausbildung, Schießen, Gefecht. Mittler & Sohn, Berlin 1902.
- Das gefechtsmäßige Abteilungsschießen der Infanterie und das Schießen mit Maschinengewehren. Mittler & Sohn, Berlin 1905.